# Linxe
Linxe (gascon "Linça") là một xã, thuộc tỉnh Landes trong vùng Nouvelle-Aquitaine. Xã này có diện tích 80,93 kilômét vuông, dân số năm 2006 là 1165 người. Xã này nằm ở khu vực có độ cao trung bình 33 mét trên mực nước biển.

## Biến động dân số
| Năm | 1962  | 1968  | 1975  | 1982 | 1990 | 1999  | 2006  |
| --- | ----- | ----- | ----- | ---- | ---- | ----- | ----- |
| Dân số | 1 065 | 1 090 | 1 042 | 962  | 980  | 1 056 | 1 165 |
| From the year 1962 on: No double counting—residents of multiple communes (e.g. students and military personnel) are counted only once. |       |       |       |      |      |       |       |